# Jacques Friedmann
Pour les articles homonymes, voir Friedmann.
Jacques Friedmann, né le 15 octobre 1932 à Paris où il est mort le 15 décembre 2009,, est un inspecteur des finances et président de sociétés publiques.

## Biographie
Jacques Friedmann naît dans une famille parisienne bourgeoise, où le père est homme d'affaires. Après des études au lycée Carnot puis à Sciences Po, il entre à l'ENA (promotion Vauban) en 1957 et en sort à l'Inspection des finances. Timide, modeste, éminence grise, il fit sa carrière dans l'ombre des puissants. Il est au lycée avec Jacques Chirac, né la même année, et ils signent ensemble l'appel de Stockholm. En 1967-1968, il est maître de conférence à Sciences-Po Paris.
D'abord membre du cabinet du ministre des finances Valéry Giscard d'Estaing, il devient à partir de 1970 directeur du cabinet de Jacques Chirac quand celui-ci est secrétaire d’État à l’Économie et aux Finances puis de 1971 à 1972 ministre des relations avec le Parlement. Il sera ensuite le directeur de cabinet du Premier ministre Pierre Messmer (1972-1974) puis de nouveau de Jacques Chirac (1974).
Il occupe ensuite plusieurs postes à responsabilités dans des entreprises publiques et privées, en, particulier comme président de la Compagnie générale maritime (1974-1982) qu'il quitte lors de l'alternance présidentielle. Il rejoint la Compagnie parisienne de chauffage urbain, puis préside le conseil d'orientation et de surveillance de la Caisse d'Épargne de Paris (1985-1995) et Transgène (1989-1991). Président du conseil d'administration de la compagnie nationale Air France (1987-1988) qu'il prépare à la concurrence, il est écarté après 18 mois. Président du conseil d'administration de la compagnie Union des Assurances de Paris (1993-1997), il en conduit la privatisation puis la fusion avec AXA, dont il présidera le conseil de surveillance, mais Claude Bébéar ne laisse pas d'espoir au "mariage d'égaux" voulu. Il était également administrateur de LVMH. 
Jacques Friedmann avait été en 1986 conseiller du ministre de l'économie et des finances Édouard Balladur et prépare les ordonnances de libération des prix et les privatisations et nominations des dirigeants des entreprises cédées. Chargé de plusieurs missions par le Premier ministre en 1993, notamment la concession de Canal+, il a vainement tenté de rapprocher Jacques Chirac et Édouard Balladur pour la présidentielle de 1995. Il avait plusieurs fois au cours de sa carrière refusé une carrière politique et un poste ministériel.
Resté proche de Jacques Chirac, il avait participé depuis 2006 à la création du Musée du Quai Branly et en était le Président d'honneur.